# Depuis le jour
Depuis le jour (frz.: Seit dem Tag) ist eine Enzyklika von Papst Leo XIII., sie datiert vom 8. September 1899. Der Papst wendet sich an den französischen Klerus und legt hauptsächlich die Kriterien für die Priesterseminare fest, mit dem Untertitel „über die Ausbildung des Klerus“ beschreibt er schwerpunktmäßig die Instruktionen zur Auswahl und Ausbildung von Priestern. Diese Enzyklika gilt als die offizielle Quelle zahlreicher Paragrafen des Kanonischen Rechts und als Grundlage der Priesterausbildung mit Kritik am Modernismus.
Anfangs weist Leo XIII. auf die beiden, von ihm verfassten Enzykliken Nobilissima Gallorum gens (1884) und Au Milieu des Sollicitudes (1892) hin, bringt diese in Verbindung mit der apostolischen Mission in Frankreich, um dann auf die Qualität des französischen Klerus einzugehen. Die für den Papst wichtigste Entscheidung, zum Priesteramt ausgebildet zu werden, sei die „Berufung“ hierzu.

## Ausbildungsinhalte
Zur sachgerechten Ausbildung gehöre auch, so schlägt er vor, das Erlernen der griechischen und lateinischen Sprache sowie mindestens zwei Semester Philosophie. Wie er bereits in seiner Enzyklika Aeterni Patris (1879) bemerkte, sei die Philosophie im Sinne des heiligen Thomas von Aquin der Grundstock zur Reinheit des Glaubens.
Zum Studium der Theologie, welche Leo XIII. als heilige Wissenschaft bezeichnet, gehörten die dogmatische Theologie, die Moraltheologie und das Gesamtwissen über das Kirchenrecht. Grundlage dieser Lehren solle der Katechismus des Konzils von Trient sein, welcher auch als römischer Katechismus bekannt sei. Das Studium der „Heiligen Schrift“ solle, so wie er es in seiner Enzyklika Providentissimus Deus (1893) gewünscht habe, umfangreich und im richtigen Sinne der Exegese erfolgen. Sehr wichtig seien auch die Kenntnisse des Kirchenrechts und der Rechtsprechung der Kirche, um die Kandidaten auf ihr Priesteramt vorzubereiten.

## Zusprache und Exhortatio an die Priester
Der Papst rät den neuen Priestern, im Geiste der Enzyklika Rerum Novarum (1891) zu den Arbeitern und in das Volk zu gehen. Er fordert sie auf, Versammlungen abzuhalten, Patronate zu gründen und Einrichtungen für die Unterstützung und Hilfe der Arbeiter und deren Familien zu schaffen. Hierzu sollen sie sich der Briefe und Bücher, der Artikel in Zeitungen und Lesezirkeln bedienen. Er leitet dann über zu einigen Kriterien für den jungen Klerus, welche ihre Handlungen zu einem Erfolg verhelfen würden, diese seien: Fleiß, Diskretion, Gehorsam und Disziplin.